# Allende, Veracruz
Allende är en ort i Mexiko.   Den ligger i kommunen Coatzacoalcos och delstaten Veracruz, i den sydöstra delen av landet, 500 km öster om huvudstaden Mexico City. Allende ligger 17 meter över havet och antalet invånare är 21 398.
Terrängen runt Allende är platt. Havet är nära Allende norrut. Runt Allende är det tätbefolkat, med 530 invånare per kvadratkilometer. Närmaste större samhälle är Coatzacoalcos, 5,8 km väster om Allende.